# Danh sách vườn quốc gia tại Montenegro
Montenegro có 5 vườn quốc gia, bảo vệ một khu vực khoảng 10% lãnh thổ. Các vườn quốc gia tại Montenegro được quản lý bởi Cục Công viên quốc gia, một cơ quan trực thuộc chính phủ Montenegro (Montenegro: Nacionalni parkovi Crne Gore). Durmitor là vườn quốc gia duy nhất tại Montenegro được công nhận là một di sản thế giới.
| Tên                           | Hình ảnh | LVị trí                                                                    | Diện tích                  | Thành lập |
| ----------------------------- | -------- | -------------------------------------------------------------------------- | -------------------------- | --------- |
| Vườn quốc gia Durmitor        |          | Tây Bắc Montenegro (Đô thị Žabljak, Šavnik, Plužine, Pljevlja và Mojkovac) | 39.000 ha (96.371 mẫu Anh) | 1952      |
| Vườn quốc gia Biogradska Gora |          | Tây Bắc Montenegro (Đô thị Kolašin, Mojkovac, Berane, và Andrijevica)      | 5.650 ha (13.961 mẫu Anh)  | 1952      |
| Vườn quốc gia Lovćen          |          | Nam Montenegro (Đô thị Cetinje và Budva)                                   | 6.220 ha (15.370 mẫu Anh)  | 1952      |
| Vườn quốc gia Hồ Skadar       |          | Southeast Montenegro (Đô thị Podgorica, Bar và Cetinje)                    | 40.000 ha (98.842 mẫu Anh) | 1983      |
| Vườn quốc gia Prokletije      |          | Đông Montenegro (Đô thị Plav)                                              | 16.630 ha (41.094 mẫu Anh) | 2009      |